# 蔡元隆
蔡元隆（1838年—?），湖南岳州人。太平天国军事人物，封會王。后投降清朝政府，加入湘军。

## 生平
1854年太平軍攻湖南時，16岁的蔡元隆因走失牛而投奔太平军，隸忠王李秀成部；智勇足備，李招為女婿（一说蔡为东王杨秀清女婿），1860年隨李秀成參與「二破江南大營」，攻佔常州蘇州戰功；1861年隨李西征。「忠王」立即部分三路攻湖北，五月一日，蔡元隆克大冶；初五日，與王相李榮椿克武昌縣，蔡元隆自此名聲大噪，旋封主將，晉爵仁天義。八月，從入浙江，克余姚、杭州，十一月，克海寧州，奉令駐軍留守。
戰勝常勝軍1863年春，正月，初四日，清將程學啟、郭松林等淮軍七千人聯合常勝軍洋炮廿二門，洋槍隊二千五百人來攻太倉，已擁入城缺，會王守城力戰，驅逐軍，斬清軍二千余，常勝軍死者大尉以下百九十余人，失炮二位，踉蹌敗退；自此改英國軍官戈登為隊長。
再勝常勝軍。三月初，李鶴章（李鴻章弟）與戈登再攻太倉，改以遠炮轟城見功；會王便詐降，十四日清軍入城時被圍攻，李鶴章兵敗幾乎被擒急逃出；自此李鶴章拒「會王」部降。戈登聞敗，加派巨炮轟且調海軍艦助戰，太倉城垣夷平，太平軍死傷枕藉，不能成列，會王廿日棄城潰圍，不惜數百里跋涉，仍還海寧。
1863年十二月十二日，蔡元隆向蔣益澧降，加入左宗棠湘軍，左予改名蔡元吉，隨湘軍南北征戰屢立戰功。
太平天国被平息后，蔡返回祖籍华容成为当地富裕乡绅。蔡有三妻一妾，生有两子四女。妻余氏生子莘城及三女。妻杨氏生一女未婚皈依佛门。妻张氏生子皋门。侧室王氏无出。蔡家一些后人移居湖北汉口。